# Hořice (Rennstrecke)
Die Rennstrecke in Hořice ist eine Motorsport-Rennstrecke in der tschechischen Stadt Hořice v Podkrkonoší im Riesengebirgsvorland. Der temporäre Straßenkurs wird seit 1936 für Motorradrennen genutzt wird.

## Streckenbeschreibung
Die etwas mehr als 5 km lange Strecke hat eine Breite von 7–9 m und führt zum Teil durch das Stadtgebiet von Hořice. Sie ist für eine Streckenkapazität von 40 Motorrädern bzw. 28 Motorradgespannen homologiert.

## Veranstaltungen
Der Rundkurs wird seit 1936 für Motorradrennen benutzt. Seit 1992 wird das jährlich stattfindende Straßenrennen als „Tschechische Tourist Trophy“ bezeichnet und umfasst seit 2014 auch eine Runde der International Road Racing Championship.

## Sonstiges
Das Rennen wird nach einem bekannten tschechischen Motorradpiloten auch als 300 zatáček Gustava Havla (300 Kurven von Gustav Havel) betitelt, weil auf den traditionellen zwölf Runden Renndistanz 312 Kurven zu absolvieren sind.